# Karim Ansarifard
Karim Ansarifard (født 3. april 1990 i Ardabil, Iran), er en iransk fodboldspiller (angriber). Han spiller for Aris Thessaloniki i Grækenland.
Ansarifard spillede de første mange år af sin karriere i hjemlandet, før han i 2014 skiftede til Osasuna i Spaniens Segunda División. Efter et år rejste han til Grækenland, hvor han repræsenterede først Panionios og siden Olympiakos.

## Landshold
Ansarifard står (pr. maj 2018) noteret for 60 kampe og 14 scoringer for det iranske landshold, som han debuterede for 5. juli 2009 i en venskabskamp mod Botswana. Senere samme år scorede han sit første mål for holdet i et opgør mod Island. Han var en del af den iranske trup til VM 2014 i Brasilien og VM i 2018 i Rusland.